# Fior d'Alpe
Fior d'Alpe è un'opera lirica di Alberto Franchetti, su libretto di Leopoldo Pullè (che si firmò Leo di Castelnuovo). L'opera fu rappresentata per la prima volta al Teatro alla Scala di Milano il 15 marzo 1894.
Gli interpreti della prima rappresentazione furono:
| Ruolo       | Interprete          |
| ----------- | ------------------- |
| Il Conte    | Giulio Rossi        |
| Maria       | Cesira Ferrani      |
| Paolo       | Giuseppe Cremonini  |
| Maso        | Francesco Navarrini |
| Ghita       | Aurelia Kitzu       |
| Il Marchese | Cesare Bacchetta    |

Alla prima rappresentazione, il primo atto fu accolto freddamente, e piacque solo un'aria di Maria. Il secondo atto, con musica «in genere facile, melodica e di effetto immediato» piacque di più, soprattutto la scena iniziale e il duetto tra Paolo e Maria. Il terzo atto sembrò inferiore al secondo. Nel complesso il successo fu poco caloroso, anche per l'esecuzione mediocre, cui fece eccezione la protagonista femminile Cesira Ferrani.

## Trama
L'azione del primo e terzo atto si svolge fra le Alpi Savojarde. — Quella del secondo, a Torino nel 1796.
Dal primo al secondo atto passano due anni. — Dal secondo al terzo alcuni giorni.

### Atto I
Paolo e Maria, che vivono tra le Alpi, credono di essere fratello e sorella, ma lei è invece figlia di un conte che per gravi motivi l'ha dovuta abbandonare. Maria viene richiamata a Torino perché la vera madre è morente. Paolo si rende conto di amarla, non solo come fratello.

### Atto II
Sono trascorsi due anni. Maria è stata costretta a sposarsi con il marchese Alfredo ma non ha dimenticato le montagne dove ha trascorso la giovinezza e vorrebbe ritornarvi. Paolo colto dalla rabbia e dalla gelosia per la separazione da Maria ha deciso di arruolarsi nell'esercito francese che ha invaso il Piemonte, e così combatterà contro i piemontesi di cui Alfredo è uno dei comandanti.

### Atto III
Di nuovo sulle Alpi, dove finalmente Maria è riuscita a recarsi con Alfredo. Paolo riesce ad avere un incontro con lei, nel quale Maria gli confessa di amarlo. Rinfrancato, Paolo si rende conto di non poter tradire la propria patria e passa dalla parte dei piemontesi. Morirà in battaglia ricevendo un bacio da Maria prima di spirare.